# Arabaçılar
Arabaçılar är en ort i Azerbajdzjan.   Den ligger i distriktet Bərdə Rayonu, i den centrala delen av landet, 220 kilometer väster om huvudstaden Baku. Arabaçılar ligger 32 meter över havet och antalet invånare är 613.
Terrängen runt Arabaçılar är platt, och sluttar österut. Närmaste större samhälle är Barda, 13,6 kilometer nordväst om Arabaçılar.
Trakten runt Arabaçılar består till största delen av jordbruksmark. Runt Arabaçılar är det ganska tätbefolkat, med 129 invånare per kvadratkilometer.